# Île de Dolsan
L'île de Dolsan,, ou Dolsando (돌산도) est une île de Corée du Sud, située près de la côte sud de la région de Jeolla du Sud.

## Géographie
Dolsando a une superficie de 70,3 km2, et son point culminant est à 460 m d'altitude. Elle est reliée au continent par le pont de Dolsan, de 450 m de long.

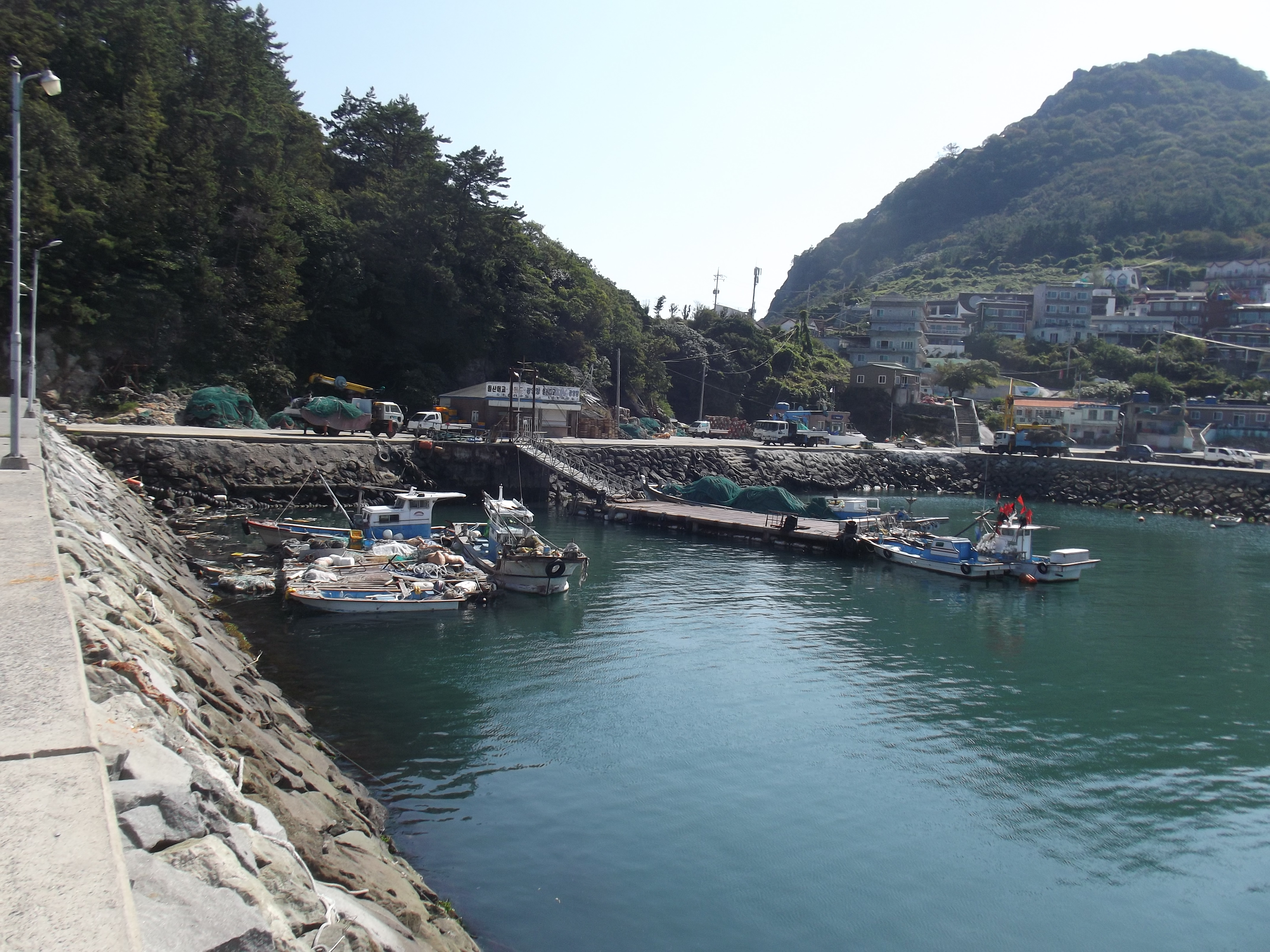
Port de pêche sur l'île de Dolsando.